# Neobisium labinskyi
Espèce
Synonymes
- Neobisium hirtum Ćurčić, 1984

Neobisium labinskyi est une espèce de pseudoscorpions de la famille des Neobisiidae.

## Distribution
Cette espèce se rencontre en Russie, en Géorgie, en Azerbaïdjan, en Turquie et en Bulgarie.

## Systématique et taxinomie
Neobisium hirtum a été placée en synonymie par Dashdamirov et Schawaller en 1992.

## Publication originale
- Beier, 1937 : Zwei neue Neobisien (Pseudoscorp.) aus dem Kaukasus. Zoologischer Anzeiger, vol. 117, p. 107-109.